# Мир на Земле (мультфильм)
«Мир на Земле» (англ. Peace on Earth) — короткометражный рисованный мультфильм компании Metro-Goldwyn-Mayer, снятый в 1939 году режиссёром Хью Харманом, носящий антивоенный характер и повествующий о пост-апокалиптическом мире, населённом только животными.

## Сюжет
В канун Рождества звучит гимн «Вести ангельской внемли», в котором звучит обращение с призывом к миру на Земле и для людей. Два мышонка спрашивают у своего дедушки, кто такие люди. Дедушка пересказывает им историю человечества, обращая внимание на то, что люди вечно воевали друг с другом, несмотря на написанные ими законы, запрещающие убийства. Мир разделился на две постоянно враждующие стороны. В конце войны остались только двое солдат, которые убивают друг друга, положив конец войне и человечеству. Выжившие животные находят в руинах церкви Библию и удивляются, почему люди не соблюдали такие простые заповеди, описанные в Библии. Все животные решают построить новый мир, в котором не будет места насилию.

## Номинации
Согласно сообщениям Хью Гармана в New York Times и Бена Манкевича, ведущего программы Cartoon Alley, мультфильм даже номинировали на Нобелевскую премию мира, однако официальный сайт Нобелевской премии это отвергает. Он расценивался Манкевичем как первое серьёзное произведение на тему войны авторства Metro-Goldwyn-Mayer, вследствие чего даже был номинирован на премию «Оскар» за лучший мультипликационный фильм.
В 1994 году мультфильм занял 40-ю строчку в списке «50 величайших мультфильмов», составленном историком анимации Джерри Беком.

## Ремейк
В 1955 году в CinemaScope был снят ремейк мультфильма: режиссёрами выступили Уильям Ханна и Джозеф Барбера, продюсером остался тот же Фред Куимби. Эта версия вышла под именем «Завещание человечеству» (англ. Good Will to Men) и уже описывала более разрушительные средства войны: пулемёты, огнемёты, гранатомёты, ракеты, авиабомбы и ядерное оружие. В начале мультфильма хор мышей исполняет рождественский гимн, пока один из мышат не спрашивает дьякона о людях. В отличие от оригинального фильма, где героев озвучивал Мел Бланк, в ремейке звучал голос Доуса Батлера. Также отмечается больше отсылок к Библии: в ремейке упоминается Новый Завет, в то время как в оригинале только Ветхий Завет. Этот мультфильм также был номинирован на «Оскар». Это была единственная работа Фреда Куимби, не связанная с мультсериалом «Том и Джерри» и сделанная на студии CinemaScope.